# 早船元峰
早船 元峰（はやふね げんぽう、1943年 - ）は、日本の地理学者。駒澤大学名誉教授。

## 来歴
1966年駒澤大学文学部地理歴史学科地理学専攻卒業。1969年同大学院人文科学研究科地理学修了。同年、同大学文学部地理学科助手に着任。1970年北海道教養部専任講師・岩見沢駒澤短期大学兼任講師。1972年文学部専任講師、助教授を経て、教授に就任。
「自然と人間とのかかわりあい」を主眼に、特に傾斜地（農地）をとりあげ、土壌侵食防止などの土地保全、観光資源としての「丘」と農法（営農）との調和などを環境地理学の立場で考察。法政大学、慶應義塾大学、淑徳短期大学の非常勤講師も務める。著書に『土地利用変化とその問題』『観光開発と地域振興』 など。  
環境情報科学センター査読委員、安行みどりのまちづくり協議会相談役、安行地区まちづくりを考える会幹事、川口市環境基本計画策定市民会議会長、川口市環境審議会委員、川口市環境基本計画を考える会会長、川口市行政審議委員を歴任。
2012年3月、駒澤大学を退任、名誉教授。
1546年創建の埼玉県川口市興禅院住職をつとめる。1973年4月に「阿由葉 元」から「早船 元」、1982年6月に早船元峰へ改姓･改名。

## 著書
- 「国立国会図書館サーチ」を参照

※阿由葉元、早船元、早船元峰